# إيما إل. شو
إيما إل. شو (بالإنجليزية: Emma L. Shaw)‏ هي كاتِبة أمريكية، ولدت في 1840 في جونيوس في الولايات المتحدة، وتوفيت في 1924.